# 第194回国会
第194回国会（だい194かいこっかい）とは、2017年（平成29年）9月28日に召集された臨時国会である。召集日の冒頭に衆議院が解散されたため、会期は召集日である9月28日の1日のみになった。

## 概要
第194回国会は、2017年（平成29年）8月3日に発足した、第3次安倍第3次改造内閣が迎える初の国会となる予定だった。
しかし、第193回国会で野党の森友学園問題・加計学園問題への追及などによって下落した内閣支持率が、北朝鮮が8月29日に実施したミサイル発射実験と9月3日に実施した核実験に対する対応や、野党第一党である民進党の混乱などによって、支持率回復を見せ始めたことから、内閣総理大臣安倍晋三が衆議院解散を決断。9月25日に、総理大臣官邸での記者会見で正式に表明し、9月28日の召集日当日に大島理森衆議院議長が衆議院本会議場で解散詔書を読み上げ、衆議院は解散となり国会は閉会、第48回衆議院議員総選挙に突入した。
なお、本臨時会の召集に先立つ6月22日、衆参の野党議員より日本国憲法第53条後段に基づき、臨時会召集要求がされていた。
衆議院解散により、第193回国会で継続審議となっていた議案74件（うち法律案60件）が、全て審議未了（廃案）となった。内訳は常任委員会付託済みで委員会にて審議未了となった案件が64件、委員会付託前の案件（いずれも議員提出の法律案）が10件。
国会の召集当日の衆議院解散は、第1次橋本内閣時代の1996年（平成8年）9月27日に召集・即日解散された第137回国会（臨時会）以来21年ぶりで、日本国憲法史上4回目。

## 各党・会派の議席数
| 計475、2017年（平成29年）9月28日時点 - 自由民主党・無所属の会 - 287 - 民進党・無所属クラブ - 87 - 公明党 - 35 - 日本共産党 - 21 - 日本維新の会 - 15 - 自由党 - 2 - 社会民主党・市民連合 - 2 - 無所属 - 23 - 欠員 - 3 | 計242、2017年（平成29年）9月28日時点 - 自由民主党・こころ - 126 - 民進党・新緑風会 - 49 - 公明党 - 24 - 日本共産党 - 14 - 日本維新の会 - 11 - 希望の会（自由・社民） - 6 - 無所属クラブ - 4 - 沖縄の風 - 2 - 各派に属しない議員 - 5 - 欠員 - 1 |

## 今国会の動き

### 召集前
- 9月22日 - 持ち回り閣議により、臨時国会の9月28日召集を決定[8]。
- 9月25日 - この日午後の定例記者会見にて、安倍が国会冒頭での衆議院解散の意向を表明[2]。

### 会期中
- 9月28日 - 召集。
  - 参議院の各委員会で、衆議院解散後から次期国会までの間に「不測の事態が生じた場合」に備えて、閉会中審査の手続きがとられる[9]。
  - 午前9時半ごろの臨時閣議で、日本国憲法第7条に基づく解散詔書を閣議決定[10]。
  - 正午に衆議院本会議を開会[10]。衆議院議長大島理森が議席を指定した後、解散詔書が大島の元に届けられ、大島が詔書を読み上げ、衆議院解散[1]。